# Canções nazistas
Canções nazistas são canções ou marchas criada pelo Partido Nazi. Na Alemanha moderna, cantar ou atuar publicamente músicas exclusivamente associadas ao Partido Nazi é ilegal.

## Antecedentes
Existe confusão com canções escritas especificamente para o Partido Nazi, e músicas patrióticas alemãs muito mais antigas (antes da Primeira Guerra Mundial) que foram usadas extensivamente pelos Nazis e ficaram associadas com os mesmo. Esta observação aplica-se acima de tudo a Das Lied der Deutschen ('A Canção dos Alemães'), escrita em 1841. Tornou-se o hino nacional da República Weimar em 1922, mas durante a era Nazi, apenas a primeira estrofe foi usada, seguida da canção SA "Horst-Wessel-Lied".
Na Alemanha moderna, cantar ou atuar publicamente canções identificadas exclusivamente com a Alemanha Nazi é ilegal. Pode ser punível com até três anos de prisão.

## Canções daSturmabteilung(SA)
Muitas canções da SA pré-1933 eram baseadas em melodias folclóricas alemãs antigas, mas existem alguns casos em que as canções de combate da SA copiaram as melodias das canções dos rivais Roter Frontkämpferbund, que por sua vez era baseadas em marchas russas. Um exemplo disto é a canção fascista Brüder in Zechen und Gruben ('Irmãos em Minas e Poços'), que copiaram a melodia da canção comunista Brüder, zur Sonne, zur Freiheit ('Irmãos, ao Sol, à Liberdade'), cuja melodia, por sua vez, pertence à marcha Смело, товарищи, в ногу/Smelo, tovarishchi, v nogu ('Camaradas, vamos marchar corajosamente'), que foi escrita em 1895/96 por Leodin Radin na Prisão Taganka em Moscovo.

### Horst Wessel Lied
Horst-Wessel-Lied ('Canção de Horst Wessel), também conhecida como Die Fahne Hoch ('A Bandeira Levantada'), foi o hino oficial do PNSTA. A canção foi escrita por Horst Wessel, um ativista do partido e líder SA, que foi morto por um membro do Partido Comunista da Alemanha. Depois da sua morte, ele foi proclamado "mártir" pelo PNSTA, e a sua canção ganhou extensa popularidade entre os seguidores do Partido Nazi.
Atuações públicas da canção são atualmente proibidas na Alemanha (StGB §86a) e Áustria (Verbotsgesetz 1947), uma proibição que inclui tanto a letra como a melodia, que é apenas permitido para propósitos educacionais.

### Kampflied der Nationalsozialisten
Kampflied der Nationalsozialisten ('Canção de Batalha dos Socialistas Nacionais'), também conhecida pela sua linha de abertura Wir Sind Das Heer Vom Hakenkreuz ('Nós Somos o Exército da Suástica'), foi um hino Nazi inicial. A sua letra foi escrita por Kleo Pleyer, enquanto a melodia foi essencialmente baseada na da canção folclórica alemã Stimmt an mit hellem hohen klang, que foi compostas em 1811 por Albert Methfessel. Mais tarde, os versos de Das Berliner Jungarbeiterlied (com a linha de abertura de Herbei zum Kampf ihr Knechte der Maschinen) foram adicionados à canção. Dar Berliner Jungarbeiterlied foi colocada na melodia de "Marcha Aérea" (marça oficial da Força Aérea Soviética), que foi composta em 1921 por Yuliy Abramovich Khayt. Durante a era Nazi, a canção foi atuada pela orquestra de Carl Woitschach na sua versão completa, incorporando ambas melodias, como Kampflied der Nationalsozialisten/Herbei zum Kampf.

### Die Hitlerleute(Kameraden Laßt Erschallen)
Kameraden Laßt Erschallen ('Som de Camaradas') era um arranjo SA do Kaiserjägerlied escrito por Karl Mühlberger em 1924. O autor da letra de Die Hitlerleute era Horst Wessel, e a canção originou da sua unidade, a Sturm 64/5 da Berlin Sturmabteilung, também conhecida como Sturm "Horst Wessel", nomeada em sua honra, também conhecida pelo nome antigo antes da morte de Wessel, "Hitlerleute". A primeira gravação da canção foi publicada pela empresa Electrola na década de 1930.

### Auf, Hitlerleute, schließt die Reihen(Hitlernationale)
Os Nazis não estavam reticente em usar canções e melodias previamente associadas com socialistas e comunistas na sua missão de alargar o seu apelo à classe trabalhadora, e a Internacional era um alvo principal. Em 1930, uma versão Nazi estava em circulação, entitulada Hitlernationale.
Quando a tropa de assalto começou a canção, cantando a Hitlernationale, os residentes abriram as suas janelas, enganados momentaneamente pela melodia familiar. Percebendo rapidamente que os Nazis estavam a tentar apropriar-se da melodia do seu hino revolucionário, os residentes socialistas atacaram de volta ao cantar o refrão do texto original Völker hört die Signale! Auf zum letzten Gefecht ("Camaradas, ouçam o Sinal" Para a frente, para a batalha final!"), enquanto outros atiravam pedaços de detrito contra a tropa de assalto. A polícia chegou para prevenir problemas sérios.
O relato de Bajer prova mais uma vez que a canção tinha um papel central na batalha pelo controlo das ruas. Nenhuma versão gravada da canção sobrevive hoje, apenas a letra.

### Hitlerleute("Povo de Hitler")
A canção tinha a mesma melodia do hino fascista italiano Giovinezza.
Não deve ser confundida com Die Hitlerleute, mais comummente referida como Kameraden Laßt Erschallen, que é uma canção diferente.

## SS marschiert in Feindesland
SS marschiert in Feindesland ("A SS marcha em território inimigo") também conhecida como Teufelslied ("Canção do Diabo") era uma música de marcha da Waffen-SS durante a Guerra Germano-Soviética. A música para esta canção veio de Lied der Legion Condor ("Canção da Legião Condor"), cuja letra e música foram escritas por Wolfram Philipps e Christian Jährig, dois pilotos da Legião Condor com o posto de Oberleutnant. A música sombria tem um caráter menor, e a canção era "exposta à acusação de ser pouco alemã, russa ou Bolchevique". Em 1939, a Lied der Legion Condor foi incorporada numa marcha chamada Marsch/Parademarsch der Legion Condor depois de uma introdução instrumental ser composta pelo Stabsmusikmeister Karl Bögelsack. Esta marcha tem duas partes: a primeira (maior) parte é a introdução instrumental e a segunda parte (trio) é a Lied der Legion Condor. Uma canção de marcha com a mesma melodia que a Lied der Legion Condor foi adotada pela Divisão SS Charlemagne, a Divisão SS da Estónia, a Legião letã e Legião norueguesa durante a guerra. Uma canção com uma melodia semelhante, Dragões do Ar, foi adotada pela Brigada de Infantaria Paraquedista.
Em 2013, Stefan Gotschacher, secretário de imprensa do partido político austríaco Partido da Liberdade da Áustria, foi despedido depois de postar a letra de SS marschiert in Feindesland na sua página de Facebook.

## Es zittern die morschen Knochen
Es zittern die morschen Knochen ("Os Ossos Podres estão a Tremer") por Hans Baumann foi, depois de Horst-Wessel Lied, uma das canções Nazi mais famosas e a canção oficial da Juventude Hitlerista.
O refrão original da canção (1932) era Denn heute gehört uns Deutschland / und morgen die ganze Welt ("Para hoje, a Alemanha é nossa / e amanhã o mundo inteiro"). Numa versão posterior (1937) isto foi mitigado para a Juventude Hitlerista para Denn heute da hört uns Deutschland... ("Para hoje, Alemanha ouve-nos...").

## Vorwärts! Vorwärts!
Vorwärts! Vorwärts! Schmettern die hellen Fanfaren ("Em frente! Em frente! As fanfarras brilhantes estão gritando para a frente!") era uma canção de marcha da Juventude Hitlerista. O texto da canção, publicada em 1933, vem de Baldur von Schirach e é baseada numa melodia do compositor da UFA Hans-Otto Borgmann.
Vorwärts! Vorwärts! foi atuada pela primeira vez no filme de propaganda de 1933 Hitlerjunge Quex. Temas da canção são usados durante o filme, fundamentando representações da Juventude Hitlerista, em contraste com a Internacional e temas de jazz em cenas de uma "comuna" socialista.

## Erika
Erika é uma canção de marcha usado pelo exército alemão. A canção foi composta por Herms Niel na década de 30, e rapidamente foi usada pela Wehrmacht, especialmente a Heer. Nenhuma outra canção durante a Segunda Guerra Mundial chegou ao nível de popularidade de Erika.

## Panzerlied
Panzerlied ("Música do Tanque") foi uma marcha militar alemã das tropas armadas da Wehrmacht (Panzerwaffe), composta em 1933. O NSKK (Nationalsozialistisches Kraftfahrkorps) também fez a sua versão da Panzerlied, mas com uma variação diferente chamada Panzerwagenlied ("Canção do carro blindado"). Em 2017, a Bundeswehr foi banida de publicar songbooks que continham a Panzerlied e outras canções de marcha pela Ministra da Defesa Ursula von der Leyen como parte de novos esforços de desnazificação.